# Pariz–Roubaix
Pariz–Roubaix (francosko Paris–Roubaix; in tudi Severni pekel, Kraljica klasik, Velikonočna dirka, Nedelja v peklu in L'enfer du Nord) je pomladanska enodnevna kolesarska klasika oziroma spomenik v severni Franciji, ki od leta 1896 poteka med Parizom in Roubaixom na belgijski meji.
Poleg Dirke po Flandriji velja za eno izmed dveh najbolj prestižnih in najslovitejših enodnevnih kolesarskih dirk na svetu. A se niti kolesarski poznavalci, mediji, navijači in sami kolesarji ne morejo zediniti katera od teh dveh je pomembnejša in več vredna. Po prestižu sodi tik ob bok Touru in SP (cestna dirka).
Je ena najstarejših aktivnih kolesarskih dirk na svetu in je trenutno del svetovne serije UCI World Tour. Dirko organizira skupina Amaury Sport Organisation, direktor pa je Jean-François Pescheux. 
V sodobnem kolesarstvu je dirka znana kot ena izmed petih kolesarskih spomenikov, kamor pa zraven Dirke po Flandriji (obe trasi na tlakovcih), ki tradicionalno poteka teden dni kasneje, med spomenike spadajo še dirke Milano–San Remo, Liège–Bastogne–Liège in Dirka po Lombardiji. 
Od leta 1977 zmagovalec te dirke z tehnično zelo zahtevno traso, dobi pokal s tlakovcem. Najuspešnejša kolesarja v zgodovini dirke sta Roger De Vlaeminck in Tom Boonen s po štirimi zmagami.
Skupaj z E3 Saxo Bank Classic, Gent–Wevelgem in Dirko po Flandriji spada med tlakovane klasike.

## Moški

### Zmagovalci po letih
| Leto                                                         | Zmagovalec                         | Drugi                              | Tretji                             |
| ------------------------------------------------------------ | ---------------------------------- | ---------------------------------- | ---------------------------------- |
| 1896                                                         | Josef Fischer                      | Charles Meyer                      | Maurice Garin                      |
| 1897                                                         | Maurice Garin                      | Mathieu Cordang                    | Michel Frédérick                   |
| 1898                                                         | Maurice Garin                      | Auguste Stephane                   | Édouard Wattelier                  |
| 1899                                                         | Albert Champion                    | Paul Bor                           | Ambroise Garin                     |
| 1900                                                         | Émile Bouhours                     | Josef Fischer                      | Maurice Garin                      |
| 1901                                                         | Lucien Lesna                       | Ambroise Garin                     | Lucien Itsweire                    |
| 1902                                                         | Lucien Lesna                       | Édouard Wattelier                  | Ambroise Garin                     |
| 1903                                                         | Hippolyte Aucouturier              | Claude Chapperon                   | Louis Trousselier                  |
| 1904                                                         | Hippolyte Aucouturier              | César Garin                        | Lucien Pothier                     |
| 1905                                                         | Louis Trousselier                  | René Pottier                       | Henri Cornet                       |
| 1906                                                         | Henri Cornet                       | Marcel Cadolle                     | René Pottier                       |
| 1907                                                         | Georges Passerieu                  | Cyrille Van Hauwaert               | Louis Trousselier                  |
| 1908                                                         | Cyrille Van Hauwaert               | Georges Lorgeou                    | François Faber                     |
| 1909                                                         | Octave Lapize                      | Louis Trousselier                  | Jules Masselis                     |
| 1910                                                         | Octave Lapize                      | Cyrille Van Hauwaert               | Eugène Christophe                  |
| 1911                                                         | Octave Lapize                      | Alphonse Charpiot                  | Cyrille Van Hauwaert               |
| 1912                                                         | Charles Crupelandt                 | Gustave Garrigou                   | Maurice Leturgie                   |
| 1913                                                         | François Faber                     | Charles Deruyter                   | Charles Crupelandt                 |
| 1914                                                         | Charles Crupelandt                 | Louis Luguet                       | Louis Mottiat                      |
| dirk med leti 1915 in 1918 zaradi I. svetovne vojne ni bilo  |                                    |                                    |                                    |
| 1919                                                         | Henri Pélissier                    | Philippe Thys                      | Honoré Barthélémy                  |
| 1920                                                         | Paul Deman                         | Eugène Christophe                  | Lucien Buysse                      |
| 1921                                                         | Henri Pélissier                    | Francis Pélissier                  | Léon Scieur                        |
| 1922                                                         | Albert Dejonghe                    | Jean Rossius                       | Émile Masson Sr.                   |
| 1923                                                         | Heiri Suter                        | René Vermandel                     | Félix Sellier                      |
| 1924                                                         | Jules Van Hevel                    | Maurice Ville                      | Félix Sellier                      |
| 1925                                                         | Félix Sellier                      | Pierino Bestetti                   | Jules Van Hevel                    |
| 1926                                                         | Julien Delbecque                   | Gustaaf Van Slembrouck             | Gaston Rebry                       |
| 1927                                                         | Georges Ronsse                     | Joseph Curtel                      | Charles Pélissier                  |
| 1928                                                         | André Leducq                       | Georges Ronsse                     | Charles Meunier                    |
| 1929                                                         | Charles Meunier                    | Georges Ronsse                     | Aimé Deolet                        |
| 1930                                                         | Julien Vervaecke                   | Jean Maréchal                      | Antonin Magne                      |
| 1931                                                         | Gaston Rebry                       | Charles Pélissier                  | Emile Decroix                      |
| 1932                                                         | Romain Gijssels                    | Georges Ronsse                     | Herbert Sieronski                  |
| 1933                                                         | Sylvère Maes                       | Julien Vervaecke                   | Léon Le Calvez                     |
| 1934                                                         | Gaston Rebry                       | Jean Wauters                       | Frans Bonduel                      |
| 1935                                                         | Gaston Rebry                       | André Leducq                       | Jean Aerts                         |
| 1936                                                         | Georges Speicher                   | Romain Maes                        | Gaston Rebry                       |
| 1937                                                         | Jules Rossi                        | Albert Hendrickx                   | Noël Declercq                      |
| 1938                                                         | Lucien Storme                      | Louis Hardiquest                   | Marcel Van Houtte                  |
| 1939                                                         | Émile Masson Jr.                   | Marcel Kint                        | Roger Lapébie                      |
| dirk med leti 1940 in 1942 zaradi II. svetovne vojne ni bilo |                                    |                                    |                                    |
| 1943                                                         | Marcel Kint                        | Jules Lowie                        | Louis Thiétard                     |
| 1944                                                         | Maurice Desimpelaere               | Jules Rossi                        | Louis Thiétard                     |
| 1945                                                         | Paul Maye                          | Lucien Teisseire                   | Kléber Piot                        |
| 1946                                                         | Georges Claes                      | Louis Gauthier                     | Lucien Vlaemynck                   |
| 1947                                                         | Georges Claes                      | Adolf Verschueren                  | Louis Thiétard                     |
| 1948                                                         | Rik Van Steenbergen                | Émile Idée                         | Georges Claes                      |
| 1949                                                         | Serse Coppi André Mahé             |                                    | Frans Leenen                       |
| 1950                                                         | Fausto Coppi                       | Maurice Diot                       | Fiorenzo Magni                     |
| 1951                                                         | Antonio Bevilacqua                 | Louison Bobet                      | Rik Van Steenbergen                |
| 1952                                                         | Rik Van Steenbergen                | Fausto Coppi                       | André Mahé                         |
| 1953                                                         | Germain Derycke                    | Donato Piazza                      | Wout Wagtmans                      |
| 1954                                                         | Raymond Impanis                    | Stan Ockers                        | Marcel Rijckaert                   |
| 1955                                                         | Jean Forestier                     | Fausto Coppi                       | Louison Bobet                      |
| 1956                                                         | Louison Bobet                      | Fred De Bruyne                     | Jean Forestier                     |
| 1957                                                         | Fred De Bruyne                     | Rik Van Steenbergen                | Léon Van Daele                     |
| 1958                                                         | Léon Van Daele                     | Miguel Poblet                      | Rik Van Looy                       |
| 1959                                                         | Noël Foré                          | Gilbert Desmet                     | Marcel Janssens                    |
| 1960                                                         | Pino Cerami                        | Tino Sabbadini                     | Miguel Poblet                      |
| 1961                                                         | Rik Van Looy                       | Marcel Janssens                    | René Vanderveken                   |
| 1962                                                         | Rik Van Looy                       | Emile Daems                        | Frans Schoubben                    |
| 1963                                                         | Emile Daems                        | Rik Van Looy                       | Jan Janssen                        |
| 1964                                                         | Peter Post                         | Benoni Beheyt                      | Yvo Molenaers                      |
| 1965                                                         | Rik Van Looy                       | Edward Sels                        | Willy Vannitsen                    |
| 1966                                                         | Felice Gimondi                     | Jan Janssen                        | Gustaaf De Smet                    |
| 1967                                                         | Jan Janssen                        | Rik Van Looy                       | Rudi Altig                         |
| 1968                                                         | Eddy Merckx                        | Herman Van Springel                | Walter Godefroot                   |
| 1969                                                         | Walter Godefroot                   | Eddy Merckx                        | Willy Vekemans                     |
| 1970                                                         | Eddy Merckx                        | Roger De Vlaeminck                 | Eric Leman                         |
| 1971                                                         | Roger Rosiers                      | Herman Van Springel                | Marino Basso                       |
| 1972                                                         | Roger De Vlaeminck                 | André Dierickx                     | Barry Hoban                        |
| 1973                                                         | Eddy Merckx                        | Walter Godefroot                   | Roger Rosiers                      |
| 1974                                                         | Roger De Vlaeminck                 | Francesco Moser                    | Marc Demeyer                       |
| 1975                                                         | Roger De Vlaeminck                 | Eddy Merckx                        | André Dierickx                     |
| 1976                                                         | Marc Demeyer                       | Francesco Moser                    | Roger De Vlaeminck                 |
| 1977                                                         | Roger De Vlaeminck                 | Willy Teirlinck                    | Freddy Maertens                    |
| 1978                                                         | Francesco Moser                    | Roger De Vlaeminck                 | Jan Raas                           |
| 1979                                                         | Francesco Moser                    | Roger De Vlaeminck                 | Hennie Kuiper                      |
| 1980                                                         | Francesco Moser                    | Gilbert Duclos-Lassalle            | Dietrich Thurau                    |
| 1981                                                         | Bernard Hinault                    | Roger De Vlaeminck                 | Francesco Moser                    |
| 1982                                                         | Jan Raas                           | Yvon Bertin                        | Gregor Braun                       |
| 1983                                                         | Hennie Kuiper                      | Gilbert Duclos-Lassalle            | Francesco Moser                    |
| 1984                                                         | Sean Kelly                         | Rudy Rogiers                       | Alain Bondue                       |
| 1985                                                         | Marc Madiot                        | Bruno Wojtinek                     | Sean Kelly                         |
| 1986                                                         | Sean Kelly                         | Rudy Dhaenens                      | Adrie van der Poel                 |
| 1987                                                         | Eric Vanderaerden                  | Patrick Versluys                   | Rudy Dhaenens                      |
| 1988                                                         | Dirk Demol                         | Thomas Wegmüller                   | Laurent Fignon                     |
| 1989                                                         | Jean-Marie Wampers                 | Dirk De Wolf                       | Edwig Van Hooydonck                |
| 1990                                                         | Eddy Planckaert                    | Steve Bauer                        | Edwig Van Hooydonck                |
| 1991                                                         | Marc Madiot                        | Jean-Claude Colotti                | Carlo Bomans                       |
| 1992                                                         | Gilbert Duclos-Lassalle            | Olaf Ludwig                        | Johan Capiot                       |
| 1993                                                         | Gilbert Duclos-Lassalle            | Franco Ballerini                   | Olaf Ludwig                        |
| 1994                                                         | Andrej Čmil                        | Fabio Baldato                      | Franco Ballerini                   |
| 1995                                                         | Franco Ballerini                   | Andrej Čmil                        | Johan Museeuw                      |
| 1996                                                         | Johan Museeuw                      | Gianluca Bortolami                 | Andrea Tafi                        |
| 1997                                                         | Frédéric Guesdon                   | Jo Planckaert                      | Johan Museeuw                      |
| 1998                                                         | Franco Ballerini                   | Andrea Tafi                        | Wilfried Peeters                   |
| 1999                                                         | Andrea Tafi                        | Wilfried Peeters                   | Tom Steels                         |
| 2000                                                         | Johan Museeuw                      | Peter Van Petegem                  | Erik Zabel                         |
| 2001                                                         | Servais Knaven                     | Johan Museeuw                      | Romāns Vainšteins                  |
| 2002                                                         | Johan Museeuw                      | Steffen Wesemann                   | Tom Boonen                         |
| 2003                                                         | Peter Van Petegem                  | Dario Pieri                        | Vjačeslav Jekimov                  |
| 2004                                                         | Magnus Bäckstedt                   | Tristan Hoffman                    | Roger Hammond                      |
| 2005                                                         | Tom Boonen                         | George Hincapie                    | Juan Antonio Flecha                |
| 2006                                                         | Fabian Cancellara                  | Tom Boonen                         | Alessandro Ballan                  |
| 2007                                                         | Stuart O'Grady                     | Juan Antonio Flecha                | Steffen Wesemann                   |
| 2008                                                         | Tom Boonen                         | Fabian Cancellara                  | Alessandro Ballan                  |
| 2009                                                         | Tom Boonen                         | Filippo Pozzato                    | Thor Hushovd                       |
| 2010                                                         | Fabian Cancellara                  | Thor Hushovd                       | Juan Antonio Flecha                |
| 2011                                                         | Johan Vansummeren                  | Fabian Cancellara                  | Maarten Tjallingii                 |
| 2012                                                         | Tom Boonen                         | Sébastien Turgot                   | Alessandro Ballan                  |
| 2013                                                         | Fabian Cancellara                  | Sep Vanmarcke                      | Niki Terpstra                      |
| 2014                                                         | Niki Terpstra                      | John Degenkolb                     | Fabian Cancellara                  |
| 2015                                                         | John Degenkolb                     | Zdeněk Štybar                      | Greg Van Avermaet                  |
| 2016                                                         | Mathew Hayman                      | Tom Boonen                         | Ian Stannard                       |
| 2017                                                         | Greg Van Avermaet                  | Zdeněk Štybar                      | Sebastian Langeveld                |
| 2018                                                         | Peter Sagan                        | Silvan Dillier                     | Niki Terpstra                      |
| 2019                                                         | Philippe Gilbert                   | Nils Politt                        | Yves Lampaert                      |
| 2020                                                         | odpoved zaradi pandemije covida-19 | odpoved zaradi pandemije covida-19 | odpoved zaradi pandemije covida-19 |
| 2021                                                         | Sonny Colbrelli                    | Florian Vermeersch                 | Mathieu van der Poel               |
| 2022                                                         | Dylan van Baarle                   | Wout van Aert                      | Stefan Küng                        |
| 2023                                                         | Mathieu van der Poel               | Jasper Philipsen                   | Wout van Aert                      |
| 2024                                                         | Mathieu van der Poel               | Jasper Philipsen                   | Mads Pedersen                      |
| 2025                                                         | Mathieu van der Poel               | Tadej Pogačar                      | Mads Pedersen                      |

### Večkratni zmagovalci
| Zmage | Kolesar                 | Edicija                |
| ----- | ----------------------- | ---------------------- |
| 4     | Roger De Vlaeminck      | 1972, 1974, 1975, 1977 |
| 4     | Tom Boonen              | 2005, 2008, 2009, 2012 |
| 3     | Octave Lapize           | 1909, 1910, 1911       |
| 3     | Gaston Rebry            | 1931, 1934, 1935       |
| 3     | Rik Van Looy            | 1961, 1962, 1965       |
| 3     | Eddy Merckx             | 1968, 1970, 1973       |
| 3     | Francesco Moser         | 1978, 1979, 1980       |
| 3     | Johan Museeuw           | 1996, 2000, 2002       |
| 3     | Fabian Cancellara       | 2006, 2010, 2013       |
| 3     | Mathieu van der Poel    | 2023, 2024, 2025       |
| 2     | Maurice Garin           | 1897, 1898             |
| 2     | Lucien Lesna            | 1901, 1902             |
| 2     | Hippolyte Aucouturier   | 1903, 1904             |
| 2     | Charles Crupelandt      | 1912, 1914             |
| 2     | Henri Pélissier         | 1919, 1921             |
| 2     | Georges Claes           | 1946, 1947             |
| 2     | Rik Van Steenbergen     | 1948, 1952             |
| 2     | Sean Kelly              | 1984, 1986             |
| 2     | Marc Madiot             | 1985, 1991             |
| 2     | Gilbert Duclos-Lassalle | 1992, 1993             |
| 2     | Franco Ballerini        | 1995, 1998             |

### Zmagovalci po državah
| Zmage | Država     |
| ----- | ---------- |
| 57    | Belgija    |
| 28    | Francija   |
| 14    | Italija    |
| 10    | Nizozemska |
| 4     | Švica      |
| 2     | Avstralija |
| 2     | Nemčija    |
| 2     | Irska      |
| 1     | Luksemburg |
| 1     | Moldavija  |
| 1     | Slovaška   |
| 1     | Švedska    |